# Elektrolit
Elektrolitnak nevezzük azokat a vegyületeket, amelyeknek vizes oldata vagy olvadéka, mozgékony töltéshordozók - anionok és kationok - révén, elektromos áram vezetésére képes.
Az elektrolitoldatokat vagy olvadékokat ionvezetőknek, vagy másodfajú vezetőknek is nevezzük.
Ilyenek pl. a sók, savak és bázisok vizes oldata vagy olvadéka, például ZrO2, ThO2, Al2O3 stb. is képesek magasabb hőmérsékleten, olvadékban, elektromos vezetésre, tehát ezeket is az elektrolitok közé sorolhatjuk.
Az elektrolízis elektrolitok oldatában vagy olvadékában elektromos áram hatására végbemenő kémiai átalakulás.